# Le Journal de Bourbonne
Pour les articles homonymes, voir Bourbonne (homonymie).
Le Journal de Bourbonne est un titre de presse français à parution variable, créée en 1882 par un libraire et imprimeur de la ville de Bourbonne-les-Bains, A. Humbert.
Cet imprimeur est mort le 28 septembre 1909 et à cette date, il semble que c'est son fils qui avait repris l'affaire et la publication. L'inspirateur politique de ce journal était un avocat parisien, Xavier de Borssat, qui était aussi membre de l'Amicale des haut-marnais de Paris, qui signait parfois un article en une du journal et faisait paraître, par ailleurs, un autre journal, à Langres.

## Tendance politique du journal
À la fin du XIXe siècle, il y avait dans la Haute-Marne essentiellement deux familles politiques de journaux : les journaux plutôt anticléricaux proches du parti radical-socialiste et les journaux plutôt cléricaux, en particulier La Croix de la Haute-Marne, édité par l'imprimeur Maitrier de Langres.
Le Journal de Bourbonne appartenait à la seconde de ces tendances. Il avait été boulangiste en 1888 et il devint antidreyfusard plus tard.
Tous ces journaux locaux avaient une triple ou une quadruple fonction. Une fonction politique, dans la mesure où ils se faisaient l'organe de propagande d'un élu. Une fonction macro économique, dans la mesure où ils représentaient des moyens d'annonce, de liaison, de publicité, dans des sociétés civiles en voie de complexification. Mais aussi une fonction micro économique : ils assuraient la viabilité de petits ateliers d'imprimeur, en leur assurant un travail régulier. Enfin, le plus souvent ils répercutaient des informations nationales, hébergeaient dans leurs colonnes des éditorialistes parisiens professionnels, appartenant à leurs courants politiques.
Le Journal de Bourbonne se qualifiait lui-même de "républicain libéral" et s'opposait à la majorité radicale-socialiste, "bloquiste" (bloc des gauches). Il appuyait ainsi, lors d'une législative partielle, fin 1910, un candidat qui échoua, Édouard Dessein (Langres 1875-1961), face à deux radicaux. Le Journal de Bourbonne manifesta ensuite bruyamment son opposition au député élu, l'horticulteur langrois, Théophile Viard. Toutefois, alors qu'il existait un autre journal à Bourbonne, la Gazette de Bourbonne, de tendance anticléricale, c'est avec le Petit Haut-Marnais (publié à Chaumont) que le journal de Bourbonne rompait des lances.
Dès 1899, à l'occasion de la grâce présidentielle accordée à Dreyfus, l'âpreté du débat montrait déjà des accents antirépublicains qu'on reverrait dans les années 1930, dans la presse française. Le journal déjà largement antiparlementaire écrivait, "les loges, les juifs, les sans patrie et les anarchistes triomphent ; les honnêtes gens poursuivis et traqués. Tout cela c'est la République."

## Forme et contenu du journal
Le Journal de Bourbonne s'étendait sur quatre pages.
Par certains côtés, il préfigurait l'avenir de la presse régionale, mais l'étroitesse de son bassin d'expansion le condamnait à terme à manquer d'ambition.
Sa Une était consacrée à un éditorial politique et à un feuilleton. Les deux pages suivantes étaient consacrées aux nouvelles locales ou aux annonces. Enfin, la quatrième page était intégralement publicitaire. Les informations locales comprenaient des comptes rendus des travaux du conseil général, des assises du département, des faits divers, des informations variées comme les résultats électoraux. ou encore, en 1899 la liste des abonnés du téléphone pour tout le département et souvent il publiait la liste officielle des étrangers installés à l'hôtel pour les bains.
| Nom                        | Epoque | Lieu de publication | Nombre d'exemplaires |
| -------------------------- | ------ | ------------------- | -------------------- |
| L’Avant Garde Républicaine | 1897   | Chaumont            | 3000                 |
| La Liberté                 | 1897   | Saint-Dizier        | 2300                 |
| Le Petit Haut-Marnais      |        | Chaumont            | 3000                 |
| La Gazette de Bourbonne    | 1908   | Bourbonne           | 400                  |
| Le Patriote                |        | Saint-Dizier        | 1000                 |
| Le Réveil des Travailleurs | 1905   | Saint-Dizier        | 1200                 |

Son tirage a été de 500 à 700 exemplaires, probablement limité à un rayonnement surtout cantonal. La diffusion du Journal de Bourbonne était des plus minces et n'avait pas progressé, puisque de bi-hebdomadaire, le journal était devenu simplement hebdomadaire. L'exode rural qui frappait particulièrement les régions de petite montagne et de petites villes ne pouvait pas donner du dynamisme à la presse locale de Bourbonne.
Son prix était modique et similaire à celui des quotidiens parisiens populaires. Mais certains quotidiens faisaient 6 pages ou même 8 et en grand format, le Petit Journal était déjà illustré, tandis que le Journal de Bourbonne, en format moyen, sur 4 pages et sans illustration, offrait une version minimale de la presse de l'époque.
Cette presse locale était tout de même essentielle comme organe d'annonce pour les « intérêts locaux », commerciaux ou politiques. Le sous titre du Journal de Bourbonne était : Politique, organe des Intérêts Commerciaux, Industriels et Agricoles de l'Est et de la Station Thermale.  Mais ses prises de parti nettes sur le plan politique, limitaient sa diffusion et donc empêchaient les économies d'échelle. En contrepartie, il y avait beaucoup de journaux à cette époque, une petite ville comme Bourbonne pouvait avoir deux journaux, quand les plus grandes comme Nancy, Metz, Dijon pouvaient en avoir 4 ou 6.

## La fin duJournal de Bourbonne
On peut supposer que le journal disparut avec la Première Guerre mondiale. D'une part, il était en perte de vitesse, par sa faible diffusion, son petit format, sa forme déjà archaïque. Les journaux avancés de cette époque publiaient déjà des photographies, et pouvaient avoir 6 ou 8 pages. L'Ouest-Éclair ou le Petit Journal montrent par comparaison, le caractère archaïque du Journal de Bourbonne qui ne s'était pas renouvelé depuis sa naissance.
Or la mobilisation des hommes sur le front dévitalisa les provinces du pays. Tout le monde fut tourné plus que jamais vers Paris et le front et non plus vers la vie locale qui faute de main d'œuvre dut se concentrer sur l'essentiel. Le journal dut donc disparaître rapidement après l'entrée en guerre du pays.

## Épilogue
Seule la Gazette de Bourbonne-les-Bains survécut à la première guerre mondiale, mais ce fut pour disparaître finalement en 1929, semble-t-il continuée par Le Cri de Bourbonne qui ne put paraître que quelques mois.
En mars 1930, la presse avait disparu de la petite ville de Bourbonne dont le déclin démographique allait encore s'accentuer jusqu'à nos jours. Toutefois, les besoins saisonniers de la vie thermale ont suscité la création d'un organe spécifique : Bourbonne Thermal, qui lui-même ne semble pas avoir survécu à la seconde guerre mondiale.
Au XXIe siècle, Il ne peut plus y avoir une presse strictement locale, surtout dans des régions dévitalisées par la dépopulation. Mais en Haute-Marne, il subsiste des médias de niveau départemental. Ainsi la commune de Bourbonne-les-Bains est couverte par un quotidien local Le Journal de la Haute-Marne, publié depuis Chaumont et deux hebdomadaires, La Croix de la Haute-Marne et l'Affranchi.